# Nemesmedves, Vas
Nemesmedves  este un sat în districtul Szentgotthárd, județul Vas, Ungaria, având o populație de 19 locuitori (2011). 

## Demografie
Componența etnică a satului Nemesmedves
     Maghiari (85%)
     Germani (15%)
Componența confesională a satului Nemesmedves
     Romano-catolici (84,21%)
     Necunoscută (15,79%)
Conform recensământului din 2011, satul Nemesmedves avea 19 locuitori. Din punct de vedere etnic, majoritatea locuitorilor (85,0%) erau maghiari, cu o minoritate de germani (15,0%).  Din punct de vedere confesional, majoritatea locuitorilor (84,21%) erau romano-catolici. Pentru 15,79% din locuitori nu este cunoscută apartenența confesională.